# Lucien Didier
Lucien Didier (Luxemburg, 5 augustus 1950) is een Luxemburgs voormalig wielrenner die zeven jaar reed voor Renault-Elf, de ploeg van Bernard Hinault. Hij is de schoonzoon van de bekende wielrenner Jean Diederich en vader van Laurent Didier.

## Carrière
Lucien Didier werd pas op relatief late leeftijd prof, omdat hij eerst zijn opleiding tot ingenieur in elektronica af wilde ronden. Hij reed als prof als knecht voor Bernard Hinault. In totaal reed hij zes keer de Ronde van Frankrijk (hoogste notering: 22e in 1981), twee keer de Ronde van Italië (hoogste notering: 41e in 1982) en twee keer de Ronde van Spanje (hoogste notering: 19e in 1983).
Didier deed tweemaal namens Luxemburg mee aan de Olympische Spelen, in 1972 en in 1976. Op de Spelen van 1972, in München werd hij 56e op de individuele wegwedstrijd. Op de Spelen van 1976, in Montreal, haalde hij de finish niet.
Lucien Didier schreef driemaal de GP Faber op zijn naam, won tweemaal de Ronde van Luxemburg en werd derde in de Flèche du Sud. Daarnaast won hij meerdere keren het nationaal kampioenschap in verschillende categorieën: in 1968 (junioren), 1972 (amateurs) en 1977, 1978, 1979 en 1980 (elite). Hij had daarnaast ook wat successen als cyclocrosser: hij werd in 1972 tweede op de Luxemburgse kampioenschappen voor zowel amateurs als voor de elite, in 1974 won hij beide kampioenschappen, in 1976 werd hij derde in een wedstrijd in Assel en in 1978 behaalde hij dezelfde plaats in een wedstrijd in Steinsel-Contern.
Didier werd in 1979 uitgeroepen tot Luxemburgs Sporter van het Jaar.

## Overwinningen
1968
- Luxemburgs kampioen op de weg, Junioren

1972
- Luxemburgs kampioen op de weg, Amateurs
- GP Felix Melchior

1973
- GP Faber

1974
- Luxemburgs kampioen veldrijden, Elite
- Luxemburgs kampioen veldrijden, Amateurs
- GP Faber

1975
- GP Faber
- GP Felix Melchior

1976
- GP Felix Melchior

1977
- Luxemburgs kampioen op de weg, Elite

1978
- Luxemburgs kampioen op de weg, Elite

1979
- Luxemburgs kampioen op de weg, Elite
- 4e etappe Ronde van Luxemburg
- Eindklassement Ronde van Luxemburg

1980
- Luxemburgs kampioen op de weg, Elite

1983
- Ronde van Luxemburg

## Resultaten in voornaamste wedstrijden
| Jaar | Ronde van Italië | Ronde van Frankrijk | Ronde van Spanje |
| ---- | ---------------- | ------------------- | ---------------- |
| 1978 |                  | 52e                 | 38e              |
| 1979 |                  | 29e                 |                  |
| 1980 | 45e              |                     |                  |
| 1981 |                  | 22e                 |                  |
| 1982 | 41e              | 25e                 |                  |
| 1983 |                  | 52e                 | 19e              |

| Jaar | Gent-Wevelgem | Luik-Bast.‑Luik |  | WK op de weg |
| ---- | ------------- | --------------- |  | ------------ |
| 1978 |               |                 |  |              |
| 1979 | 97e           | 36e             |  |              |
| 1980 | 48e           |                 |  |              |
| 1981 | 99e           |                 |  | 63e          |
| 1982 |               |                 |  |              |
| 1983 |               | 77e             |  |              |